# Полторьян, Семён Викторович
Семён Ви́кторович Полторьян (14 мая 1928 года — 12 сентября 2003 года) — комбайнёр совхоза «Новочеркасский» Астраханского района Целиноградской области, Казахская ССР. Герой Социалистического Труда (1971).

## Биография
Досрочно выполнил задания Восьмой пятилетки (1966—1970) и свои собственные социалистических обязательств. Указом Президиума Верховного Совета СССР «О присвоении звания Героя социалистического Труда передовикам сельского хозяйства Казахской ССР» от 8 апреля 1971 года за выдающиеся успехи, достигнутые в развитии сельскохозяйственного производства и выполнении пятилетнего плана продажи государству продуктов земледелия и животноводства удостоен звания Героя Социалистического Труда с вручением ордена Ленина и золотой медали «Серп и Молот»
.
С 1988 года — персональный пенсионер союзного значения. Проживал в селе Зелёное Астраханского района Акмолинской области.
Скончался 12 сентября 2003 года. Похоронен на православном кладбище села Зелёное.